# 山口文一 (軍人)
山口 文一（やまぐち ぶんいち、1918年（大正7年）2月1日 - 1992年（平成4年））は、大日本帝国陸軍の軍人、戦闘機操縦者でエース・パイロット。最終階級は陸軍准尉。

## 経歴
1918年（大正7年）2月1日、宮崎県に生まれる。
1936年（昭和11年）、現役兵として入営したのち、戦闘機操縦者になることを志した。
1940年（昭和15年）6月、第81期操縦学生の課程を修了し、仙台の第101教育飛行戦隊で延長教育を受けた。
1942年（昭和17年）3月、飛行第11戦隊第1中隊に配属された。しかし、山口の着任した頃には南方作戦第一段作戦はほぼ終了しており、パレンバン上空でイギリス空軍のブレニム軽爆撃機迎撃に出動したほかは空戦の機会がなかった。
4月8日、満州で飛行第11戦隊などから将兵を集めた教導飛行第204戦隊が新編されると、山口は同部隊へ転属となって満州へ移動、鎮西、孫家で錬成訓練をおこなった。この間に、戦隊は九七式戦闘機から一式戦闘機へ機種改変した。
1943年（昭和18年）8月、山口は准尉に進級した。10月、第204戦隊はビルマへの転用を命じられ、11月22日にミンガラドン飛行場へ到着した。到着後ただちにラングーン防空や、各地への進行作戦に参加した。12月22日の昆明進行作戦で、山口はアメリカ陸軍航空軍のP-40型戦闘機1機を撃墜して初戦果をあげた。その後、アキャブ、昆明、インパールへの各作戦に参加した。
1944年（昭和19年）2月29日のラングーン夜間迎撃戦では、山口は滝口広中尉とともに照空灯に照らされたB-24重爆撃機を反復攻撃し、協同で4機を撃墜（うち不確実撃墜2機）する戦果をあげた。B-24の夜間撃墜は従来から至難の業と見られており、この二人の戦功に対し、直ちに第5飛行師団長田副登中将より賞詞が授与され、山口の勇名は他隊にも知れ渡った。
8月、戦隊とともにタイに後退したのち、10月12日には比島決戦に参加するためマニラへ転進した。ただちにマニラ防空と、マニラ湾に入泊した船団の直衛に当たった。アメリカ軍のレイテ湾上陸に対し、10月18日にネグロス島北部ファブリカへ前進、レイテ決戦に参加したが、戦隊は戦力の大部分を失った。12月、戦隊は戦力回復のため内地への帰還を余儀なくされ、水戸で機種改変（一式戦闘機三型）と操縦者の補充をおこなった。
1945年（昭和20年）2月、再び南方戦線への転進が命じられ、3月、朝鮮、上海を経由して台湾に進出した。この時、アメリカ軍の沖縄上陸を控え、天一号作戦が発動されたため、第8飛行師団の指揮下に入って沖縄航空戦に参加した。しかし、戦力温存方針により、数度の特攻直掩と迎撃に出動したほかは、空戦の機会はほとんどなく終戦を迎えた。
山口准尉は、飛行第204戦隊の創設から終戦まで生き残った唯一のパイロットであり、総撃墜機数は19機、そのうち6機は大型機（4発重爆）で、いずれの戦果も武装の弱い一式戦闘機で達成された。
1992年（平成4年）に死去した。